# Somow-See

Somov Sea auf der Karte

Die Somow-See (russisch Море Сомова More Somowa) ist ein Randmeer des Südpolarmeers und liegt im Norden des antarktischen Subkontinents Ostantarktika, nördlich der Pennell-Küste und der Oates-Küste, Viktorialand, und der Georg-V.-Küste, zwischen 150° und 170° Ost. Westlich davon liegt die D’Urville-See. Östlich von Kap Adare bei 170°14' Ost beginnt bereits das Rossmeer.
Die Somow-See hat eine Fläche von 1.150.000 km² und ist bis zu 3.000 Meter tief.
240 km nördlich der Festlandsküste liegen die Balleny-Inseln in der Somow-See.
Die Somow-See wurde zu Ehren des sowjet-russischen Ozeanographen und Polarforschers Michail Michailowitsch Somow so benannt. Der Name ist nicht international anerkannt und taucht nur in russischen und sowjetischen Veröffentlichungen auf.
Der Name wurde von Russland für einen IHO-Entwurf 2002 der Names and Limits of Oceans and Seas vorgeschlagen, der jedoch nicht verabschiedet wurde.